# Charlie Austin
Pour les articles homonymes, voir Austin.
Charlie Austin, né le 5 juillet 1989 à Hungerford, est un footballeur anglais qui évolue au poste d'avant-centre.

## Carrière

### Swindon Town puis Burnley

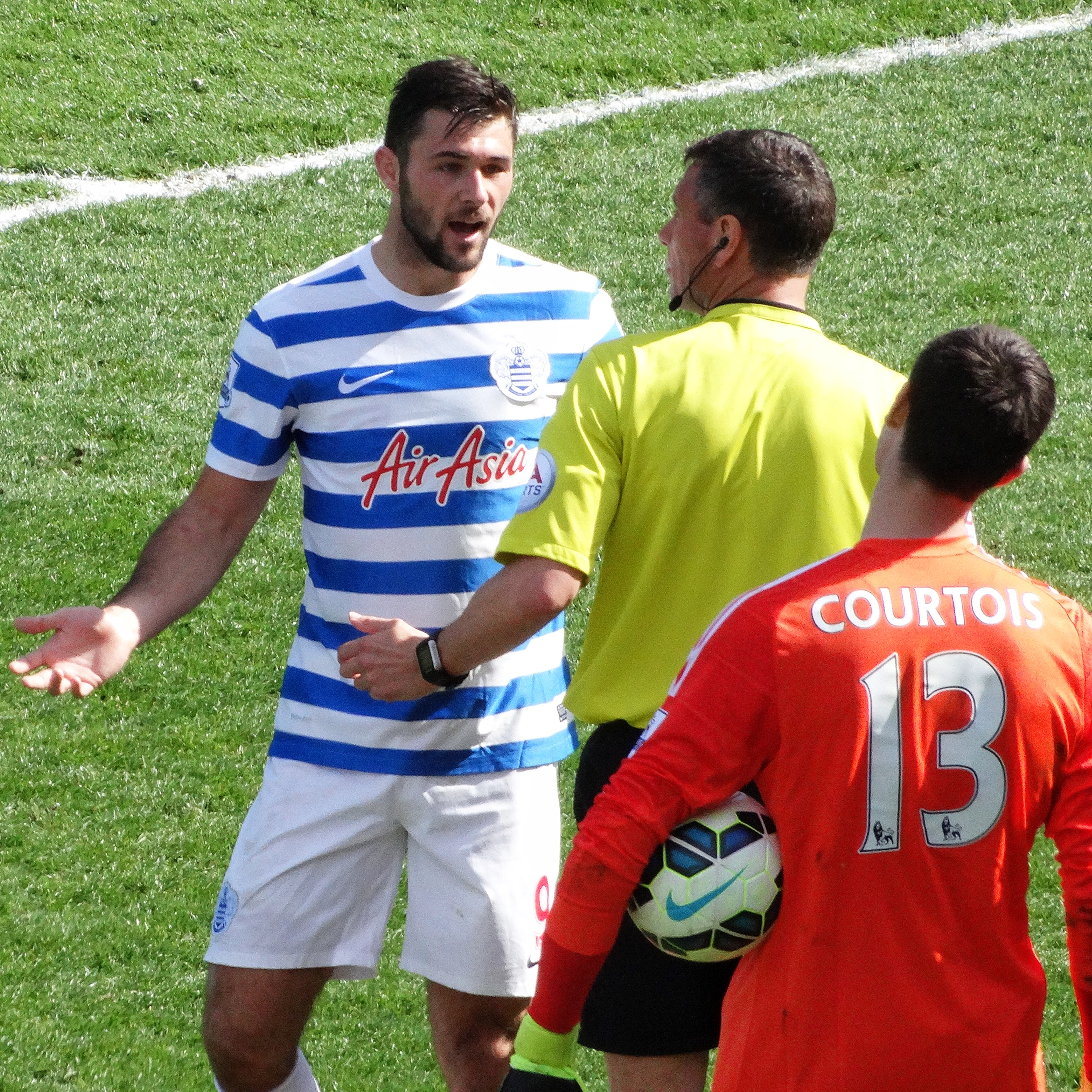
Charlie Austin contre Chelsea en 2015

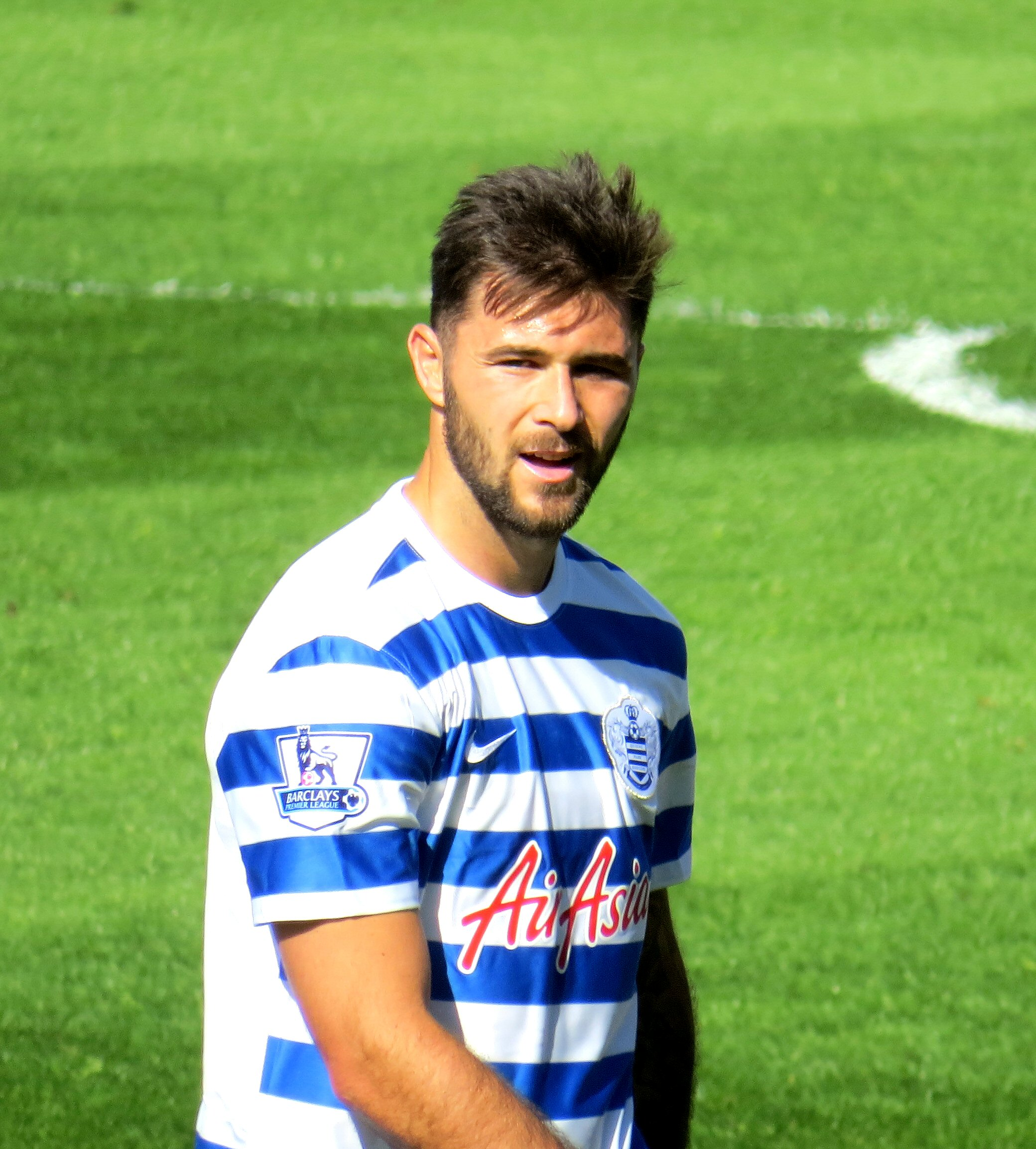
Austin avec les Queens Park Rangers en 2015

Pratiquant le football dans des clubs amateurs, tels que l'AFC Newbury (2004-2005), le Kintbury Rangers FC (en) (2006-2007), le Hungerford Town FC (en) (2007-2008), le Thatcham Town FC (en) (2008), et le Poole Town FC (en) (2008-2009), Charlie Austin travaille en même temps en tant que maçon. C'est sa signature dans un club de League One (D3), Swindon Town, en septembre 2009, qui lui fait découvrir le football professionnel. Il y reste une saison et demie et y inscrit 38 buts en 70 matchs. Désireux de rejoindre un club évoluant dans une division supérieure, il signe à Burnley en janvier 2011 ou il réussira deux très belles saison avec 44 buts au total. Une vraie réussite qui lui permettra de devenir le chouchou du public de Burnley. Il marque beaucoup de buts importants et devient désiré de plusieurs clubs de Premier League.

### QPR
À la suite de très belles prestations avec Burnley, c'est en 2013 qu'il signe avec les Queens Park Rangers lorsque celle-ci évolue en Championship (2e division anglaise). Il contribue a la remontée en D1 de son équipe en inscrivant 20 buts cette saison là. Il devient l'un des meilleurs buteurs et joueur de Premier League. Il inscrit un triplé contre West Bromwich Albion le 20 décembre 2014, le premier de sa carrière. Il est nommé « Joueur du mois » de décembre à la suite de ses bonnes prestations. En mai 2015, les Rangers sont officiellement relégués après leur défaite contre Manchester City (6-0). Durant la dernière journée de Premier League, Austin marque l'unique but de son équipe lors d'une déroute contre Leicester City (5-1), menant son total de buts à 18 réalisations en championnat. QPR finit dernier du classement et retourne en Championship un an après sa montée.

### Southampton
Le 16 février 2016, désireux de retrouver la Premier League, Austin signe à Southampton pour quatre ans et demi. 
Le 23 janvier, pour son premier match pour Southampton, il entre en jeu en fin de seconde période et inscrit l'unique but de la rencontre contre Manchester United à Old Trafford.

### Retour au Queens Park Rangers et après
Le 9 janvier 2021, il est prêté pour six mois aux Queens Park Rangers, où il a déjà évolué entre 2013 et 2016.
Le 30 décembre 2022, il rejoint Swindon Town.

### International
Le 21 mai 2015, Charlie Austin est retenu dans le groupe anglais qui affrontera la Slovénie et l'Irlande.

## Statistiques

### Statistiques détaillées
| Saison                | Club                  | Championnat           | Championnat | Championnat | Championnat | Coupe nationale | Coupe nationale | Coupe nationale | Coupe de la Ligue | Coupe de la Ligue | Coupe de la Ligue | Compétition(s) continentale(s) | Compétition(s) continentale(s) | Compétition(s) continentale(s) | Compétition(s) continentale(s) | Plays-off | Plays-off | Plays-off | Football League Trophy | Football League Trophy | Football League Trophy | Total | Total | Total |
| Saison                | Club                  | Division              | M.          | B.          | P.d.        | M.              | B.              | P.d.            | M.                | B.                | P.d.              | Comp.                          | M.                             | B.                             | P.d.                           | M.        | B.        | P.d.      | M.                     | B.                     | P.d.                   | M.    | B.    | P.d.  |
| 2009-2010             | Swindon Town          | League One            | 33          | 19          | 3           | -               | -               | -               | -                 | -                 | -                 | -                              | -                              | -                              | -                              | 3         | 1         | 0         | 2                      | 0                      | 0                      | 38    | 20    | 3     |
| 2010-2011             | Swindon Town          | League One            | 21          | 12          | 1           | 3               | 3               | 0               | 1                 | 0                 | 0                 | -                              | -                              | -                              | -                              | -         | -         | -         | 2                      | 2                      | 1                      | 27    | 17    | 2     |
| Sous-total            | Sous-total            | Sous-total            | 54          | 31          | 4           | 3               | 3               | 0               | 1                 | 0                 | 0                 | -                              | -                              | -                              | -                              | 3         | 1         | 0         | 4                      | 2                      | 1                      | 65    | 37    | 5     |
| 2010-2011             | Burnley FC            | Championship          | 4           | 0           | 0           | -               | -               | -               | -                 | -                 | -                 | -                              | -                              | -                              | -                              | -         | -         | -         | -                      | -                      | -                      | 4     | 0     | 0     |
| 2011-2012             | Burnley FC            | Championship          | 41          | 16          | 2           | 1               | 0               | 0               | 4                 | 1                 | 0                 | -                              | -                              | -                              | -                              | -         | -         | -         | -                      | -                      | -                      | 46    | 17    | 2     |
| 2012-2013             | Burnley FC            | Championship          | 37          | 24          | 3           | -               | -               | -               | 3                 | 3                 | 0                 | -                              | -                              | -                              | -                              | -         | -         | -         | -                      | -                      | -                      | 40    | 27    | 3     |
| Sous-total            | Sous-total            | Sous-total            | 82          | 40          | 5           | 1               | 0               | 0               | 7                 | 4                 | 0                 | -                              | -                              | -                              | -                              | -         | -         | -         | -                      | -                      | -                      | 90    | 44    | 5     |
| 2013-2014             | Queens Park Rangers   | Championship          | 31          | 17          | 2           | 1               | 0               | 0               | 2                 | 1                 | 0                 | -                              | -                              | -                              | -                              | 3         | 2         | 0         | -                      | -                      | -                      | 37    | 20    | 2     |
| 2014-2015             | Queens Park Rangers   | Premier League        | 35          | 18          | 5           | 1               | 0               | 0               | -                 | -                 | -                 | -                              | -                              | -                              | -                              | -         | -         | -         | -                      | -                      | -                      | 36    | 18    | 5     |
| 2015-2016             | Queens Park Rangers   | Championship          | 16          | 10          | 1           | 0               | 0               | 0               | 2                 | 1                 | 0                 | -                              | -                              | -                              | -                              | -         | -         | -         | -                      | -                      | -                      | 18    | 11    | 1     |
| Sous-total            | Sous-total            | Sous-total            | 82          | 45          | 7           | 2               | 0               | 0               | 2                 | 1                 | 0                 | -                              | -                              | -                              | -                              | 3         | 2         | 0         | -                      | -                      | -                      | 89    | 48    | 7     |
| jan 2016              | Southampton FC        | Premier League        | 7           | 1           | 0           | 0               | 0               | 0               | -                 | -                 | -                 | -                              | -                              | -                              | -                              | -         | -         | -         | -                      | -                      | -                      | 7     | 1     | 0     |
| 2016-2017             | Southampton FC        | Premier League        | 15          | 6           | 1           | 0               | 0               | 0               | 1                 | 1                 | 0                 | C3                             | 5                              | 2                              | 0                              | -         | -         | -         | -                      | -                      | -                      | 21    | 9     | 1     |
| 2017-2018             | Southampton FC        | Premier League        | 24          | 7           | 0           | 1               | 0               | 0               | 1                 | 0                 | 0                 | -                              | -                              | -                              | -                              | -         | -         | -         | -                      | -                      | -                      | 26    | 7     | 0     |
| 2018-2019             | Southampton FC        | Premier League        | 25          | 2           | 2           | 1               | 0               | 1               | 1                 | 1                 | 0                 | -                              | -                              | -                              | -                              | -         | -         | -         | -                      | -                      | -                      | 27    | 3     | 3     |
| Sous-total            | Sous-total            | Sous-total            | 71          | 16          | 3           | 2               | 0               | 1               | 3                 | 2                 | 0                 | -                              | 5                              | 2                              | 0                              | -         | -         | -         | -                      | -                      | -                      | 81    | 20    | 4     |
| 2019-2020             | West Bromwich Albion  | Championship          | 35          | 10          | 1           | 3               | 0               | 0               | 1                 | 1                 | 0                 | -                              | -                              | -                              | -                              | -         | -         | -         | -                      | -                      | -                      | 39    | 11    | 1     |
| 2020-2021             | West Bromwich Albion  | Championship          | 5           | 0           | 0           | -               | -               | -               | 2                 | 0                 | 0                 | -                              | -                              | -                              | -                              | -         | -         | -         | -                      | -                      | -                      | 7     | 0     | 0     |
| Sous-total            | Sous-total            | Sous-total            | 40          | 10          | 1           | 3               | 0               | 0               | 3                 | 1                 | 0                 | -                              | -                              | -                              | -                              | -         | -         | -         | -                      | -                      | -                      | 46    | 11    | 1     |
| 2020-2021             | Queens Park Rangers   | Championship          | 21          | 7           | 1           | -               | -               | -               | -                 | -                 | -                 | -                              | -                              | -                              | -                              | -         | -         | -         | -                      | -                      | -                      | 21    | 7     | 1     |
| 2021-2022             | Queens Park Rangers   | Championship          | 19          | 3           | 1           | -               | -               | -               | 2                 | 2                 | 0                 | -                              | -                              | -                              | -                              | -         | -         | -         | -                      | -                      | -                      | 21    | 5     | 1     |
| Sous-total            | Sous-total            | Sous-total            | 40          | 10          | 2           | 0               | 0               | 0               | 2                 | 2                 | 0                 | -                              | 0                              | 0                              | 0                              | 0         | 0         | 0         | 0                      | 0                      | 0                      | 42    | 12    | 2     |
| Total sur la carrière | Total sur la carrière | Total sur la carrière | 354         | 152         | 22          | 11              | 3               | 1               | 18                | 10                | 0                 | -                              | 5                              | 2                              | 0                              | 6         | 3         | 0         | 4                      | 2                      | 1                      | 398   | 172   | 24    |

## Palmarès

### En club
- Southampton
  - Finaliste de la Coupe de la Ligue anglaise en 2017

### Distinctions personnelles
- Joueur du mois d'octobre 2012 en Championship (avec Burnley)[12].
- Joueur du mois de décembre 2014 en Premier League (avec Queens Park Rangers)